# 史继先
史继先（？—780年），唐朝将领，出身突厥阿史那氏。
史继先是后突厥可汗默啜的孙子，墨特勤阿史那逾轮的儿子。开元四年（716年），他的祖父被杀，他的父亲率众归顺唐朝。于是在唐朝为官，唐玄宗时，他官至左金吾卫大将军，酒泉郡太守，河西节度副使。唐肃宗时，赐他史姓，官至右神武将军，封颖国公。唐德宗建中元年（780年）去世。